# Кот, Раиса Семёновна
Раиса Семёновна Кот — советский хозяйственный и государственный деятель, Герой Социалистического Труда.

## Биография
Родилась в 1928 году в Коростенском округе Украинской ССР. Член КПСС.
В 1944—1978 — доярка колхоза «Первое мая» Емильчинского района Житомирской области Украинской ССР.
Указом Президиума Верховного Совета СССР от 26 февраля 1958 года за особые заслуги в развитии сельского хозяйства и достижение высоких показателей по производству зерна, сахарной свёклы, мяса, молока и других продуктов сельского хозяйства и внедрение в производство достижений науки и передового опыта присвоено звание Героя Социалистического Труда с вручением ордена Ленина и золотой медали «Серп и Молот».
Делегат XXIII съезда КПСС.
Умерла в Житомирской области Украины после 1991 года.

## Награды и звания
- Герой Социалистического Труда (26.02.1958)
- Орден Трудового Красного Знамени (30.04.1966; 08.04.1971)
- Медаль «За трудовую доблесть» (25.12.1959)